# Wojciech Pszczolarski
Wojciech Pszczolarski (ur. 26 kwietnia 1991 we Wrocławiu) – polski kolarz specjalizujący się głównie w torowej odmianie tego sportu. Mistrz Europy w wyścigu punktowym (2015,2018), młodzieżowy mistrz Europy w wyścigu punktowym (2012) i brązowy medalista mistrzostw świata w wyścigu punktowym (2017) oraz brązowy medalista mistrzostw Europy w wyścigu madison (2017). Dwukrotnie 4. miejsce w mistrzostwach świata w wyścigu punktowym (2019 - Pruszków, 2020 - Berlin). Wielokrotny medalista mistrzostw Polski w kolarstwie torowym. Żołnierz Wojska Polskiego w Centralnym Wojskowym Zespole Sportowym.
W 2015 i 2018 został mistrzem Europy w wyścigu punktowym. W 2017 w tej samej konkurencji zdobył brązowy medal mistrzostw świata oraz brązowy medal mistrzostw Europy w wyścigu madison w parze z Danielem Staniszewskim. Ponadto w 2012 roku został młodzieżowym mistrzem Europy w wyścigu punktowym. 
W swojej karierze wielokrotnie zdobywał medale mistrzostw Polski w kolarstwie torowym w różnych konkurencjach, w tym złoty w wyścigu punktowym (2013) i madisonie (2015,2017), srebrny w wyścigu punktowym (2019) i madisonie (2019), brązowy w wyścigu na 4000 m drużynowo na dochodzenie (2010, 2011), wyścigu punktowym (2011), scratchu (2015), madisonie (2018), omnium (2019), scratchu (2019).
Uprawia również kolarstwo szosowe. W latach 2014–2019 był zawodnikiem czeskiej grupy Tufo Pardus Prostějov, w sezonie 2020 dołączył do Wibatech Merx, zaś od 2021 ponownie jest zawodnikiem grupy Tufo Pardus Prostějov.